# Dermatonotus muelleri
Dermatonotus muelleri là một loài ếch trong họ Nhái bầu. Chúng là đại diện duy nhất của chi Dermatonotus. Loài này được tìm thấy ở Argentina, Bolivia, Brasil, và Paraguay.
Các môi trường sống tự nhiên của chúng là các khu rừng khô nhiệt đới hoặc cận nhiệt đới, xavan ẩm, vùng đất ẩm có cây bụi nhiệt đới hoặc cận nhiệt đới, đồng cỏ nhiệt đới hoặc cận nhiệt đới vùng ngập nước hoặc lụt theo mùa, và đầm nước ngọt có nước theo mùa. Loài này đang bị đe dọa do mất môi trường sống.

## Hình ảnh

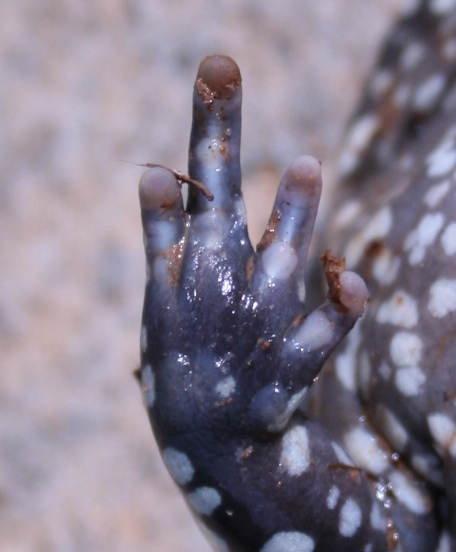
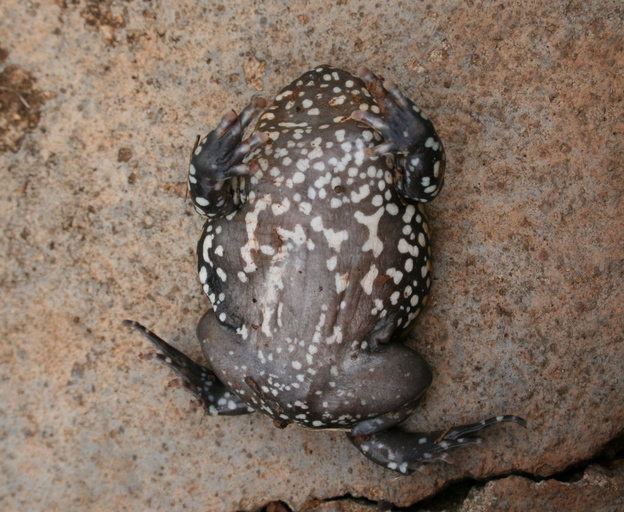
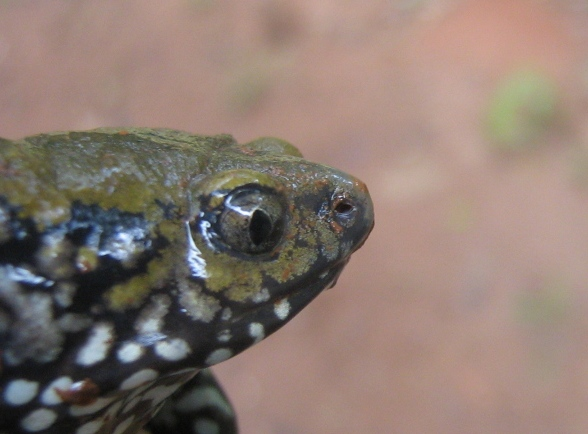
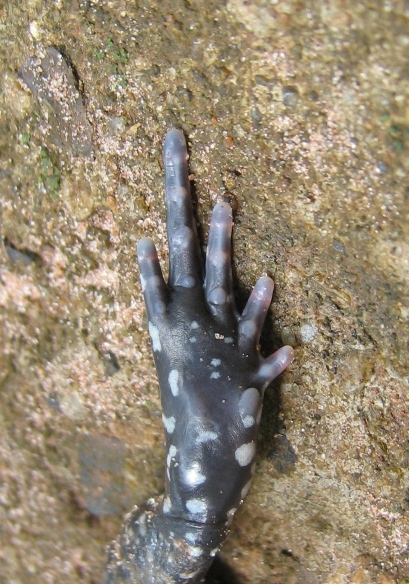